# 上海市生活垃圾分类制度

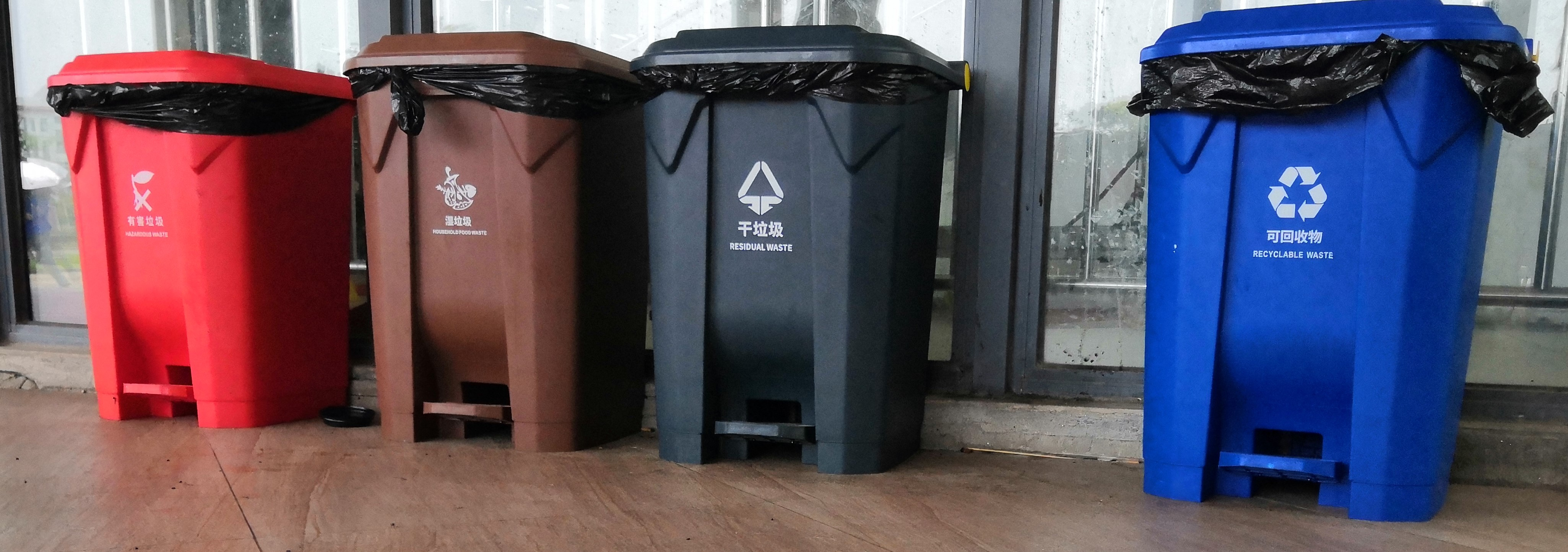
2019年的上海某处的小型垃圾分类箱

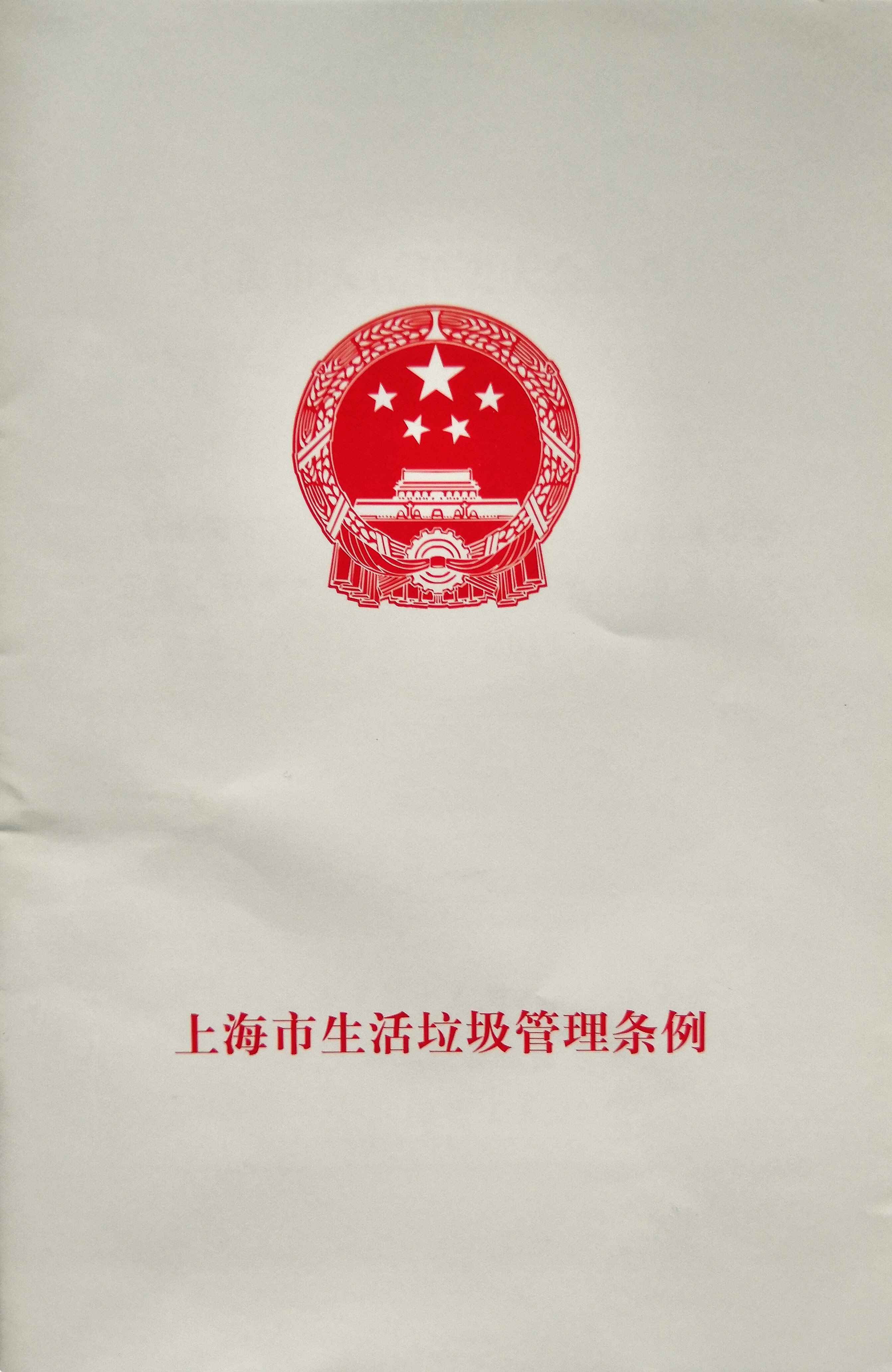
《上海市生活垃圾管理条例》纸质本，由政府部门发放给居民

上海市生活垃圾分類制度规范中华人民共和國上海市内投放生活垃圾的行爲，要求上海市市民和各单位、團体按照一套具体的分类标准对垃圾进行分类投放，并进行分类转換、处置，以达到废弃物末端减量的目的。该制度发端于1990年，于2000年正式提出。以2021年“百万家庭低碳行、垃圾分类要先行”政府实事工程的实施为标志，通过借助社会力量创办的“绿色账户”激励机制，上海市的政府部门开始大规模推广生活垃圾分类投放。
2005年，上海市人民政府颁布政府规章《上海市促进生活垃圾分类减量办法》，以政府规章的形式确立了现行的垃圾四分类制度，并确立了正式的罚则。从2010年开始，上海市的立法、行政机关开始研究垃圾分类制度的立法。2018年12月31日，《上海市生活垃圾管理条例》获得第十五届上海市人民代表大会通过，正式成为地方性法规，并于2019年1月31日起强制实施。

## 分类标准

### 历史沿革

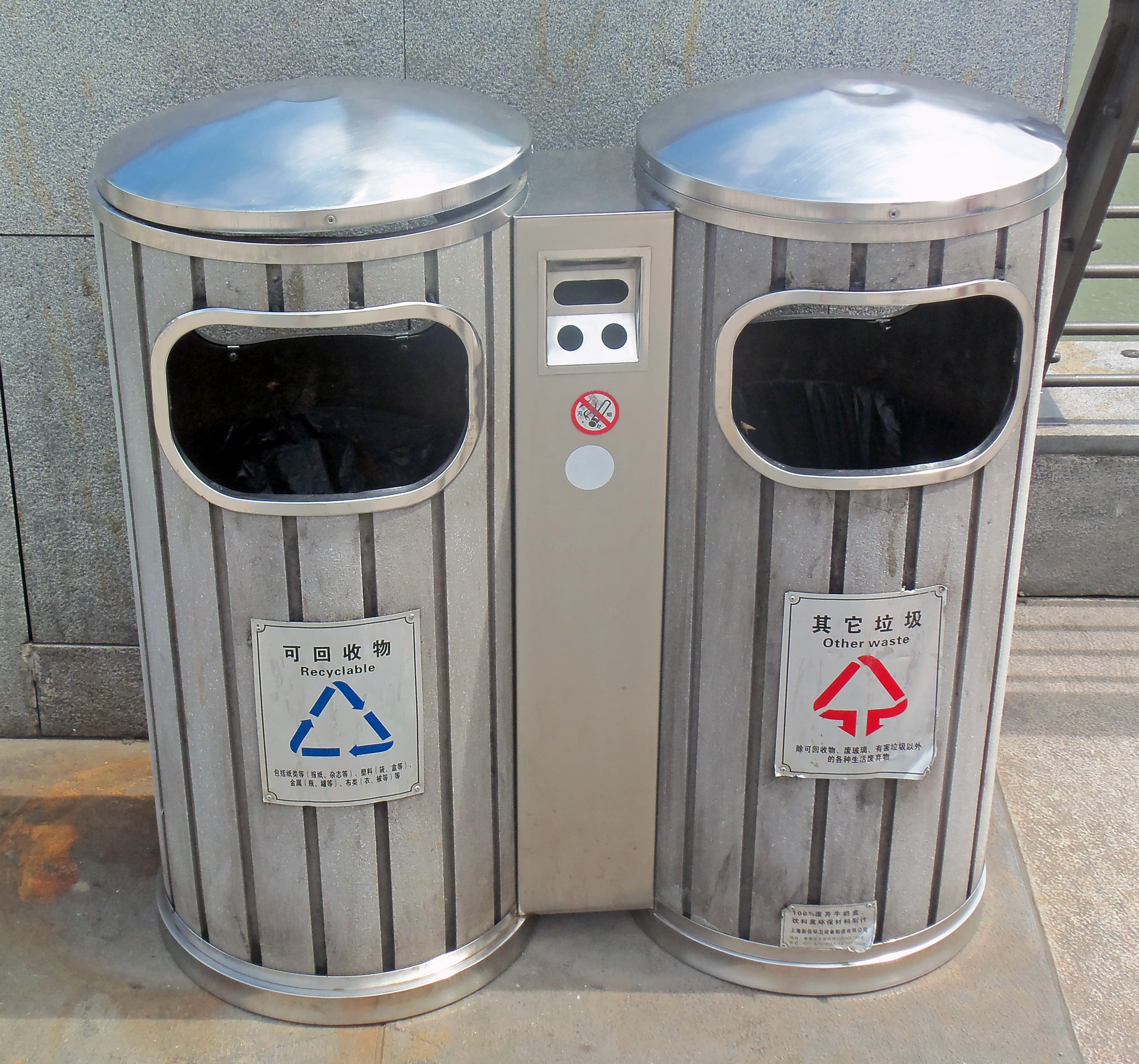
2013年的上海黄浦公园的垃圾分类箱

1990年起，上海开始单独收集废玻璃和废电池进行处理。1995年，上海市市容环境卫生管理局在普陀区曹杨五村开始试点生活垃圾分类收集，当时的垃圾分类有有机垃圾和无机垃圾2类。到1997年发展到全市设立了17个居民生活垃圾分类收点。
2000年，原中华人民共和国建设部提出建设垃圾分类收集试点城市。是年，垃圾分类在上海市被正式提出。依照当时的标准，垃圾可以被分为有机垃圾、无机垃圾、有害垃圾和可回收垃圾四种。2002年开始，上海市的垃圾分类实施“一市二制”：在垃圾焚烧厂服务的区域，实施可焚烧垃圾、不可焚烧垃圾、废玻璃垃圾和有害垃圾的四分法；而没有实施垃圾焚烧处理的区域，可焚烧、不可焚烧的分类则被可堆肥垃圾、不可堆肥的分类替代。
2007年开始，上海市的垃圾分类标准又改为可回收垃圾、厨余其他垃圾、废玻璃和有害垃圾的四分法。但此套标准并非一刀切实施，1000个试点住宅区实施完全的四分法，公共场所实施可回收物、其他垃圾二分法，1000家试点单位则采用可回收物、有害垃圾和其它垃圾的三分法。2008年，上海市人民政府颁布《上海市城市生活垃圾收运处置管理办法》，对上海市的城市生活垃圾收运和处置做出了规范，提出对生活垃圾逐步实行分类收集的政策，并要求环境卫生部门对分类收集的生活垃圾必须进行分类收运。
2010年开始，上海市开始实施乾垃圾、湿垃圾、可回收垃圾和有害垃圾四分法。2011年，上海市又将分类要求改为以干湿垃圾分类为基础的垃圾分类模式，鼓励有能力处理其他垃圾的单位和个人进一步细分。同时，上海市实施了政府实事工程“百万家庭低碳行、垃圾分类要先行”，在全市18个试点街道的100个示范小区实现从垃圾分类收集到分类运输、分类处置体系的建设，并订立了2015年所有由物业管理的小区实现生活垃圾分类全覆盖的目标。
2014年，上海市人民政府发布《上海市促进生活垃圾分类减量办法》，确定了新的的垃圾四分法，规定了公共场所设置可回收物、乾垃圾两类垃圾桶，住宅小区和单位设置可回收物、有害垃圾、湿垃圾和乾垃圾四种垃圾桶；此外，市政府还规定，未按照规定投放生活垃圾且拒不改正的，对个人处以50元人民币以上、200元人民币以下的罚款，对单位处以100元人民币以上、1000元人民币以下的罚款。同时，上海市制定了《上海市生活垃圾分类目录及相关要求》，以细化垃圾分类标准。2019年4月，新制定的《上海市生活垃圾分类投放指引》替代了原先的《上海市生活垃圾分类目录及相关要求》。
2018年11月6日，中国共产党中央委员会总书记习近平在考察上海市虹口区市民驿站嘉兴路街道第一分站时，参观了社区推广垃圾分类的交流活动。一位在场的志愿者向习近平表示，公益活动已经成为新时尚。而习近平则回复：“垃圾分类工作就是新时尚。我关注着这件事，希望上海抓实办好。”2023年5月22日，习近平又给上海市虹口区嘉兴路街道垃圾分类志愿者回信。5月26日，上海市委常委会举行会议，传达学习习近平给上海市虹口区嘉兴路街道垃圾分类志愿者的回信并对上海市下一步垃圾分类工作进行部署。同時上海市委书记陈吉宁、上海市市长龚正、上海市人大常委会主任董云虎等人來到社区、生活垃圾处置和转运平台等开展调查研究。
2023年5月23日，根據上海市绿化市容局公布的数据显示，上海垃圾分类注册志愿者人数超过71万，市、区、街镇三级垃圾分类志愿服务体系基本形成。

### 现行标准

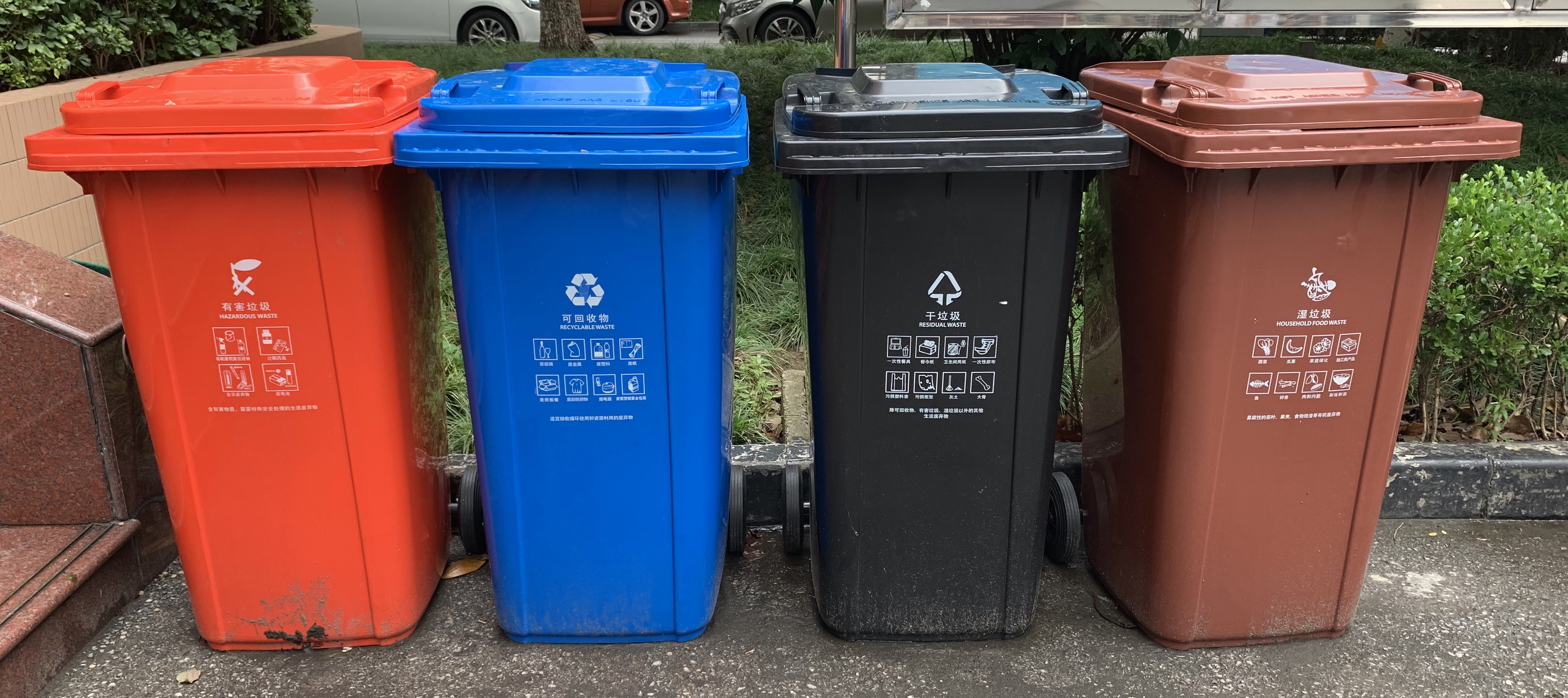
上海某处设立的四个分类垃圾箱，自左至右分别投放：有害垃圾（红色）、可回收物（蓝色）、干垃圾（黑色）和湿垃圾（褐色）；垃圾箱外有每类垃圾具体包含种类的标识

依据现行《上海市生活垃圾分类投放指引》，在上海，生活垃圾可分为如下四类：
- 可回收物：指废纸张、废塑料、废玻璃制品、废金属、废织物等适宜回收、可循环利用的生活废弃物。
- 有害垃圾：指废电池、废灯管、废药品、废油漆及其容器等对人体健康或者自然环境造成直接或者潜在危害的生活废弃物。
- 湿垃圾：即易腐垃圾，指食材废料、剩菜剩饭、过期食品、瓜皮果核、花卉绿植、中药药渣等易腐的生物质生活废弃物。
- 乾垃圾：即其它垃圾，指除可回收物、有害垃圾、湿垃圾以外的其它生活废弃物。

此外，上海市地方标准《生活垃圾分类标志标识管理规范》还单列了数种“分流垃圾”，这些垃圾不按照生活垃圾收运。其中，建筑垃圾由环境卫生部门委托的机构另行收运处理；大件垃圾由居住区的物业管理公司联系专业收运企业处理，电子废弃物则需要交到经备案登记的电子废弃物回收企业处，或放置于垃圾收运和再生资源回收“两网融合”回收服务点内；餐饮企业、企事业单位食堂集中产生的有机废弃物等被归入餐厨垃圾收运。

## 立法实施

### 立法背景

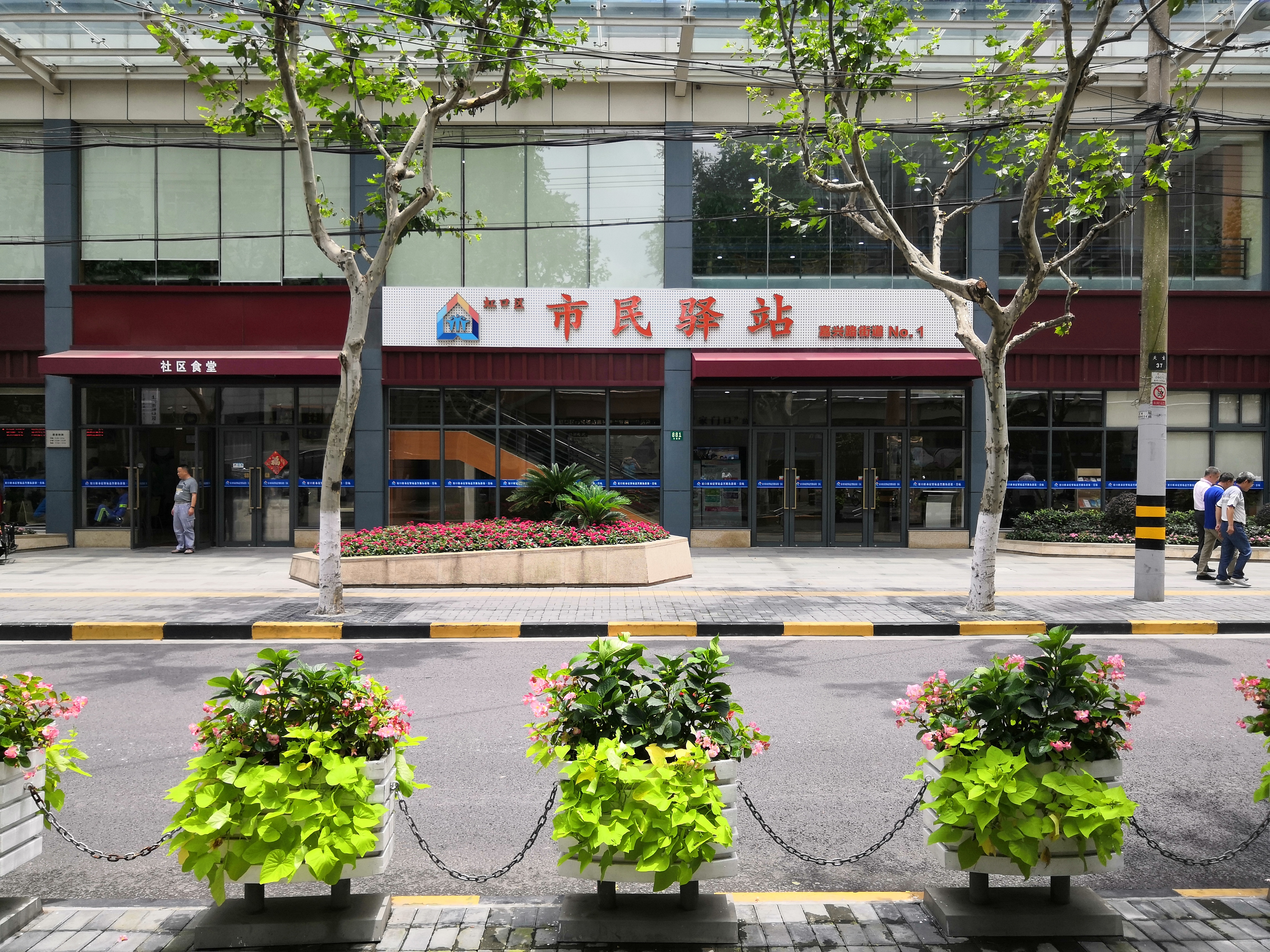
虹口区市民驿站嘉兴路街道第一分站，习近平到访处

据上海市绿化市容部门的统计数据，2001年以来，上海市生活垃圾年均增长量超过3%，截至2018年，生活垃圾年度处置量接近750万吨。2016年以前，来自上海市的生活垃圾、建筑垃圾被非法外运到江苏省南部地区如苏州、无锡、南通、常州等市处置的情况屡禁不止。2016年7月，媒体曝光了太湖垃圾偷倒事件，苏州市下令禁止垃圾运入，上海市也下令禁止一切建筑垃圾外运，暴露了上海市垃圾处置能力不足导致的“垃圾围城”现象。而《中国青年报》记者在2016年7月发表的一篇调查指出，上海市垃圾处置能力已经接近饱和。
2017年，国家发展改革委、住房城乡建设部发布《生活垃圾分类制度实施方案》，要求各直辖市在2020年以前实现垃圾强制分类，“不分类不收运”。为实现该目标，上海市决定在2017年底实现企事业单位实施垃圾强制分类。
2018年和2019年的上海市人民政府工作报告中，市长应勇提出，要全面开展生活垃圾全程分类，深入推进垃圾收运和再生资源回收“两网融合”的实施目标。2018年2月7日，上海市人民政府办公厅印发了《关于建立完善本市生活垃圾全程分类体系的实施方案》，明确按照先单位、后个人的顺序，在2020年前完成垃圾强制分类目标。

### 立法过程
2017年2月22日，上海市第十四届人大常委会第三十五次会议决定将列入年度立法计划中，作为重点调研项目。2017年3月，上海市第十五届人大常委会和上海市政府相关领导组成立法工作领导小组。2017年5月2日，上海市人大常委会和上海市绿化市容局召开了专题研讨会，推进调研，为条例的立法打基础。2018年2月24日，上海市第十五届人大常委会第二次会议决定，将《上海市生活垃圾管理条例》列入2018年度立法计划，并预定于9月初审。
2018年9月25日，上海市人民政府向市人大常委会提交《上海市生活垃圾管理条例》草案。2018年9月25日，上海市第十五届人大常委会第六次会议对《上海市生活垃圾管理条例》草案进行了一审。2018年11月20日，上海市第十五届人大常委会第七次会议对草案进行二审。2018年12月18日，上海市第十五届人大常委会第八次会议对草案进行三审，上海市人大法制委员会就草案审议及修改情况向市人大常委会作报告
。2019年1月28日，该草案进入四审阶段，上海市第十五届人民代表大会第二次会议对草案及草案修改建议稿进行最终审议。
2019年1月31日，该草案经上海市第十五届人民代表大会第二次会议表决通过，成为正式地方法規，并将于2019年7月1日起实施；依据该條例，个人混合投放垃圾将被处最高200元人民币的罚款，企业和单位则将被处最高5万元人民币的罚款，上海党政机关内部办公场所不得使用一次性杯具，餐饮行业经营者不得主动提供一次性餐具，住宿行业经营者不得主动提供一次性日用品。
2019年5月，上海市城市管理行政执法局出台《上海市生活垃圾分类违法行为查处规定》和《〈上海市生活垃圾管理条例〉行政处罚裁量基准》，对垃圾分类违法行为的行政处罚进行详细阐述。

## 配套措施

### “绿色账户”
2011年开始，上海市的政府机构借助社会团体的力量，推进“绿色账户”项目，并联合中国银行发行绿色账户联名套卡。该项目鼓励居民进行垃圾分类投放，所得积分可兑换奖品。但《青年报》记者发现，该项目的积分卡存在使用率低、扫码积分缺乏有效监督等问题。而上海市绿化市容局方面曾在2017年指出，“绿色账户”作为一项激励制度，已经消纳了积分约4.8亿分，同时兑出了约5000万元人民币的奖励，“让市民从垃圾分类中增加获得感”。但绿化市容局也承认，尽管“绿色账户”覆盖了上海约三分之二的市民，但仅有约一半“绿色账户”卡被使用过，常用者也不到20%，政府对该项目也没有固定投入。为了推广该项目，解决“绿色账户”卡使用便捷度低的问题，政府部门和支付宝、中国银行展开了对接合作。

### 老港再生能源利用中心二期
2019年6月28日，老港再生能源利用中心二期工程正式点火启用，新建8条垃圾焚烧线，日处理垃圾量可达6000吨。在二期工程投产之后，老港再生能源利用中心预计每年能处理300万吨垃圾，占上海年垃圾处理量的三分之一；同时，其发电每年预计可达15亿千瓦时，官方宣称其采用了多种环保技术提高效能、减少污染，将成为全球规模最大的垃圾焚烧厂。

### “两网融合”垃圾回收

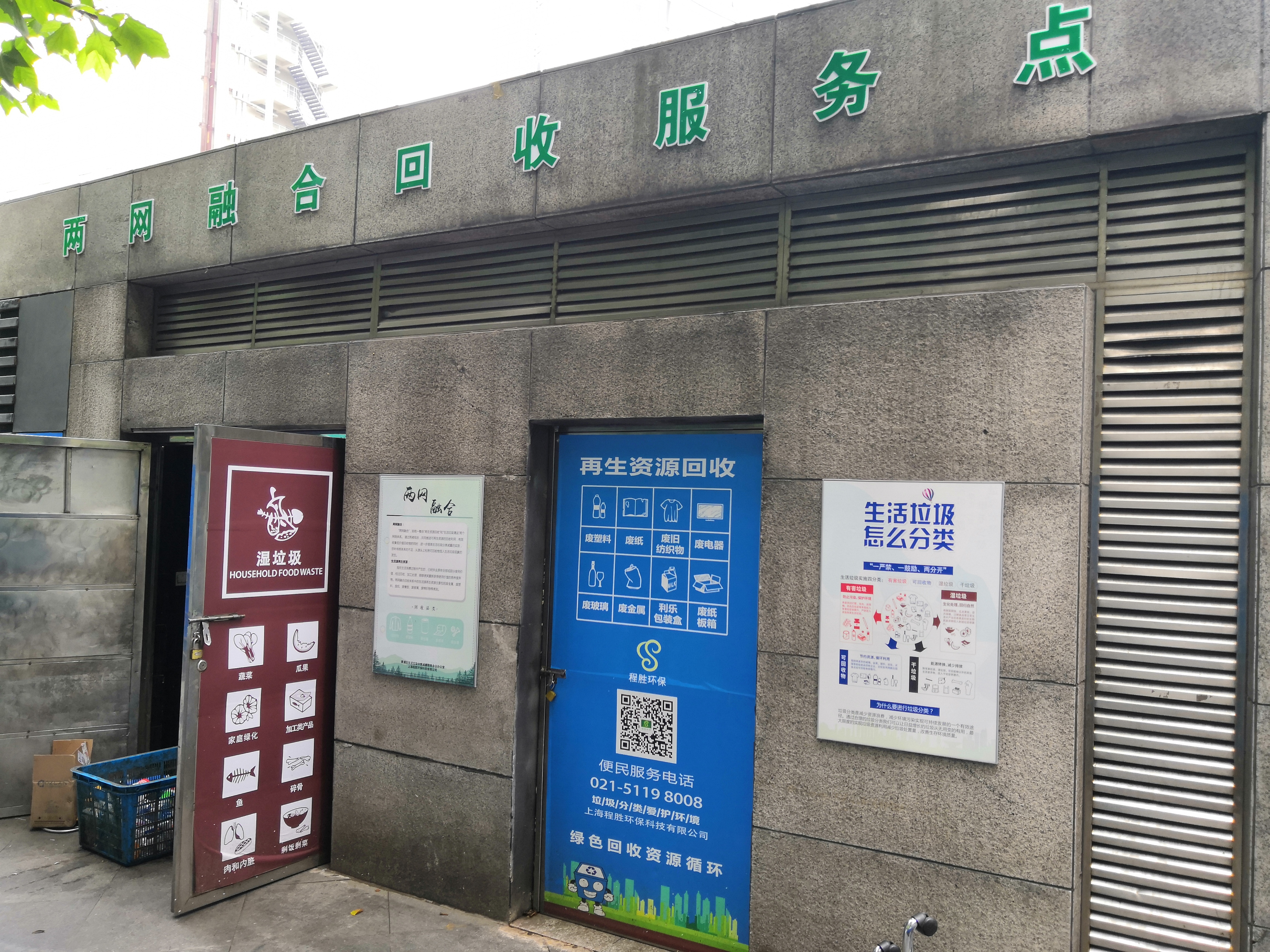
上海市黄浦区人民路近淮海东路附近的一处“两网融合”垃圾回收点

为了让可回收物得到充分循环利用，上海市政府部门启动了居住区再生资源回收体系与生活垃圾分类收运体系“两网融合”项目。根据上海市政府部门的目标，到2020年，拟建成8000个回收网点和210个中转站，实现两网融合回收利用日均1100吨以上。通过标准垃圾回收服务点（垃圾厢房、自动回收机）及预约上门服务等方式，居民可以将可回收物就近投放。因垃圾分类的推广，通过预约上门方式收集垃圾并集中处理的新职业“代扔工”应运而生。

### 垃圾桶減少
為配合《上海市生活垃圾管理条例》施行，上海于2019年修订《上海市道路、公共广场等废物箱配置导则》，明确道路、公共广场等场所废物箱的设置。2019年，上海有公共废物箱6.2万个，到2022年上半年，上海废物箱数量削减到3.6万个，2022年年底，废物箱又增加到3.8万个。施行後有市民质疑自从搞了垃圾分类後上海的垃圾桶集体消失，导致扔垃圾不方便，随手乱扔垃圾现象增多。

## 争议

### 居民意见

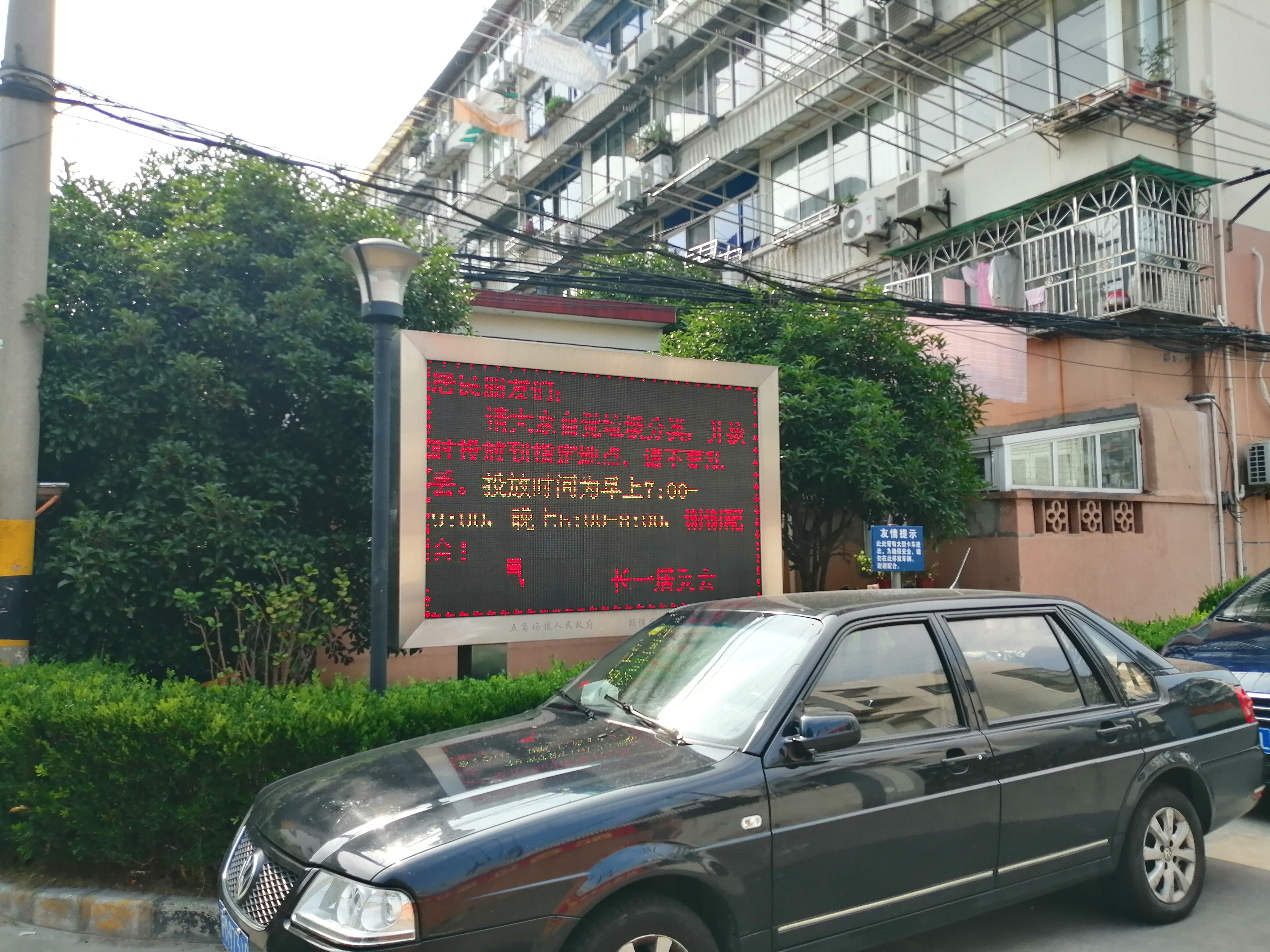
位于杨浦区长海一村的电子公告牌，显示垃圾定时定点投放告示

据上海市人民代表大会联合上海市绿化市容局进行的一项调研显示，上海市市民对生活垃圾分类标准存在一定疑问，尤其是在可回收物的分类标准方面。此外，对于粽叶、椰子壳、甘蔗皮、玉米叶、榴莲核等垃圾的分类，市民常认为这些干垃圾属于湿垃圾。2019年6月，为了让市民更了解分类标准，上海市绿化市容局及下属的废物管理处发布了《上海市生活垃圾分类投放指南》，以解答市民疑问。
有市民指出，为实施垃圾集中处理，部分小区进行了一刀切的“撤桶并点”和“定时定点”措施，给垃圾投放造成不便。部分居民向媒体指出，各小区的实际状况不同，若未经调研和充分沟通，一刀切实施“撤桶并点”，效果可能适得其反，并增添引发矛盾的机会。上海市绿化市容局则称其已发布《定时定点分类投放实施导则》，指出撤销投放点及投放时段设定不应一刀切，而应因地制宜，避免给市民的热情造成影响。

### 专家意见

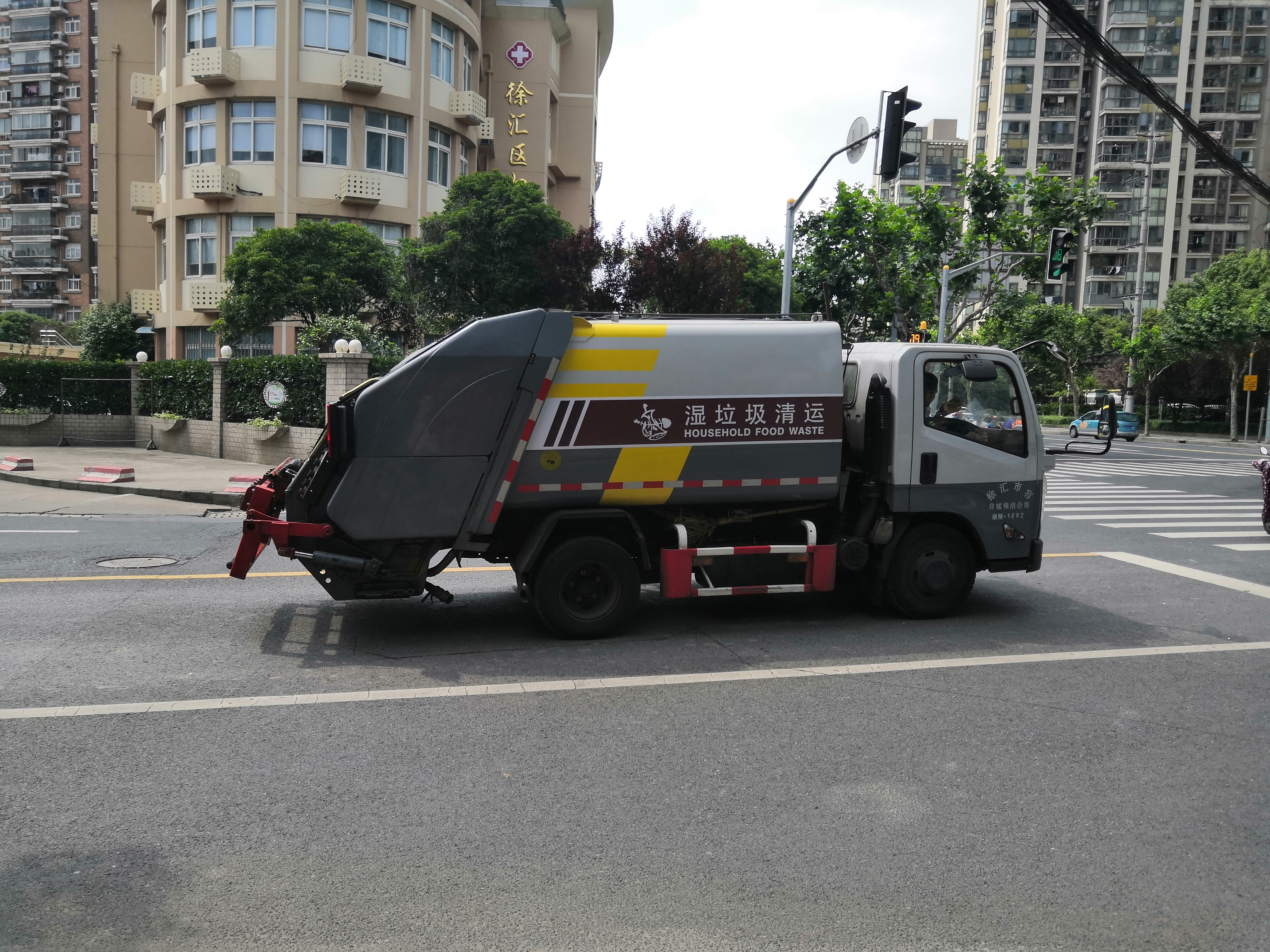
一辆湿垃圾转运车

环保研究者阳平坚认为，居民的利己心态可能影响垃圾分类的成效，而垃圾的混装混运或湿垃圾运输时液体、气味泄露的“跑冒滴漏”等问题，也会极大影响垃圾分类的成效和居民的积极性，其建议要从垃圾的全生命周期考虑，进行精细化管理。上海社会科学院研究员彭峰认为，政府在大力宣传垃圾分类的同时，应该让市民更多了解垃圾处理全过程，以消除市民对垃圾在后端是否混合处理的疑虑。阿里巴巴集团环保业务负责人曹启明认为，垃圾处理的区域配套产业链建设应当加强；撤销垃圾投放点则需要用数据来评估，不应完全依靠主观性决策，否则，以上海市人口流动性大的背景，存在引发环卫问题的风险。上海政法学院环境法学副教授赵俊认为，如果不进行定时定点投放，垃圾的后端处理这项需要高度分工合作的工程可能根本无法完成，民众对定时定点投放的抱怨可以理解，但公众也需要为环保措施负必要的责任。

## 轶闻
在《上海市生活垃圾管理条例》正式實施的2019年7月1日前後，由於負責監督垃圾分類的志願者大爺大媽會問「你（扔的）是什么垃圾？」（上海話：“侬（掼个）是啥垃圾？”），一時間「你是什么垃圾？」成為中國的網絡流行語。
此外，由於垃圾分類標準繁瑣難記，還有人推出了更簡明的「豬四分論」：“猪可以吃的是湿垃圾；猪不乐意吃的是干垃圾；猪吃了会死的是有害垃圾；卖了可以买猪的是可回收垃圾。”但根据上海市绿化和市容管理局的说法，這種分類方法很粗糙，有較大的錯誤率。